# Dzjoegdzjoergebergte
Het Dzjoegdzjoergebergte (Russisch: Джугджур; [Dzjoegdzjoer]) is een bergketen in het Russische Verre Oosten en maakt deel uit van het Oost-Siberisch Bergland.
Het gebergte ligt langs de noordwestelijke kust van de Zee van Ochotsk en heeft een maximale hoogte van 1906 meter (Topko). In het westen sluit het aan bij het Stanovojgebergte en het strekt zich 1500 kilometer in noordoostelijke richting uit om zich dan te splitsen in drieën: in het Tsjerskigebergte, Verchojanskgebergte en het Kolymagebergte. In het gebergte ontspringt onder andere de Maja.
De bergen zijn nagenoeg onbewoond. De enige uitzondering vormen de goudmijnen die aangelegd werden in het gebergte in de jaren 1920.